# جاي د. فورست
جاي د. فورست (بالإنجليزية: J. D. Forrest)‏ هو لاعب هوكي الجليد أمريكي، ولد في 15 أبريل 1981 في أوبورن في الولايات المتحدة.

## وصلات خارجية
- جاي د. فورست على موقع دوري الهوكي الوطني (الإنجليزية)
- جاي د. فورست على موقع EliteProspects.com (الإنجليزية)
- جاي د. فورست على موقع Eurohockey.com (الإنجليزية)
- جاي د. فورست على موقع HockeyDB.com (الإنجليزية)